# Paulo Sérgio Bento Brito
Paulo Sérgio Bento Brito (Lisboa, 19 de Fevereiro de 1968) é um treinador de futebol de Portugal. Após um desempenho menos bem conseguido na Associação Académica de Coimbra, Atualmente está sem clube. É também conhecido por ser aficionado tauromáquico.
A 22 de Maio de 2008, após ter rescindido com o Beira-Mar, assinou pelo Paços de Ferreira, clube que levou até à final da Taça de Portugal, perdendo por um golo contra o Porto.
Em Outubro de 2009 assinou pelo Vitória Sport Clube, após a saída de Nelo Vingada do clube.
A 20 de Abril de 2010 rescinde com o Vitória de Guimarães e assina contrato com o Sporting Clube de Portugal, válido por 2 anos com mais 1 ano de opção, contudo a 26 de Fevereiro de 2011 abandona o comando técnico do Sporting, ficando José Couceiro como treinador.
Ainda em 2011, foi contratado para dirigir o clube escocês Hearts. Na sua primeira época no clube,conquistou a taça da Escócia.
Após passagens pela Roménia em 2012-2013, onde orientou o Cluj, e pelo Chipre, em 2013-2014, onde conquistou a Supertaça do Chipre ao serviço do APOEL, é apresentado a 2 de Junho de 2014 como novo treinador da Associação Académica de Coimbra - OAF.
O seu contrato rescindido em 15 de fevereiro de 2015 com o clube no penúltimo lugar da primeira liga.
A 10 de Fevereiro de 2020, é oficializado como novo técnico do Portimonense, tendo a missão de assegurar a manutenção na primeira Liga Portuguesa.

## Jogos como Treinador
| Equipa            | Época   | J  | V  | E  | D  | Divisão      |
| ----------------- | ------- | -- | -- | -- | -- | ------------ |
| SC Olhanense      | 2003/04 | 40 | 27 | 8  | 5  | 2ª Divisão B |
| SC Olhanense      | 2004/05 | 35 | 11 | 11 | 12 | II Liga      |
| SC Olhanense      | 2005/06 | 36 | 13 | 13 | 8  | II Liga      |
| Santa Clara       | 2006/07 | 33 | 16 | 6  | 11 | II Liga      |
| Santa Clara       | 2007/08 | 11 | 5  | 3  | 3  | II Liga      |
| Beira Mar         | 2007/08 | 12 | 5  | 3  | 4  | II Liga      |
| Paços de Ferreira | 2008/09 | 42 | 16 | 9  | 17 | I Liga       |
| Paços de Ferreira | 2009/10 | 11 | 1  | 5  | 5  | I Liga       |
| Vitoria Guimarães | 2009/10 | 30 | 13 | 6  | 11 | I Liga       |
| Sporting CP       | 2010/11 | 38 | 20 | 8  | 12 | I Liga       |
| Hearts            | 2011/12 | 47 | 21 | 9  | 11 | I Liga       |
| Cluj              | 2012/13 | 19 | 7  | 5  | 7  | I Liga       |
| APOEL             | 2013/14 | 10 | 2  | 5  | 3  | I Liga       |

## Títulos

### Como jogador
Santa Clara
- II Divisão – Sul: 1997–98

Grenoble
- Championnat de France amateur (Group B): 1998–99

### Como treinador
Olhanense
- II Divisão – Sul: 2003–04

Hearts
- Taça da Escócia: 2011-12

APOEL
- Supertaça do Chipre: 2013